# Хохлова, Валентина Никаноровна
Валентина Никаноровна Хохлова (род. 10 февраля 1949, Липецк, Воронежская область) — советская и белорусская гребчиха. Участница двух Олимпийских игр (1988 и 2004). Трёхкратная чемпионка мира (1983, 1985, 1986). Мастер спорта СССР (1977). Мастер спорта СССР международного класса (1984). Заслуженный мастер спорта СССР (1987).

## Биография
Начала работать в 16 лет, одновременно учась в вечерней школе. В академическую греблю пришла в 19 лет по приглашению тренера Рудольфа Вениаминовича Динера. Занималась в клубе «Новолипецк». Тогда Хохлова работала оператором в вычислительном центре Новолипецкого завода, а затем — машинистом компрессора кислородного производства.
Выпускница Брестского областного центра олимпийского резерва.
В 1974 году стала бронзовым призёром призёром Спартакиады народов СССР в четвёрке. В сборную СССР её пригласил Виктор Потабенко. На чемпионате мира дебютировала в 1979 году в Югославии, где заняла 4 место в составе четвёрке. Трижды становилась чемпионкой мира в составе восьмёрки: 1983 — ФРГ, — 1985 — Бельгия и 1986 — Великобритания. Бронзовая призёрша чемпионата мира 1987 года в Дании.
Из-за советского бойкота Олимпийских игр 1984 года в Лос-Анджелесе спортсменка не смогла выступить на главном спортивном соревновании. Тем не менее впоследствии стала победителем игр Друба-84 и игр доброй воли 1986 года. Побеждала на регатах в Москве, Грюнау, Люцерне и Дуйсбурге. Чемпионка СССР 1986 года в составе восьмёрки.
Участница Олимпийских игр 1988 года в Сеуле (9 место в четвёрке).
После распада СССР выступала за сборную Белоруссии. В её составе семь раз участвовала в чемпионатах мира (1994, 1995, 1999, 2001, 2002, 2005, 2006) и четыре раза на этапах Кубка мира (2000, 2001, 2002, 2004).
На вторых для себя Олимпийских играх 2000 года в Сиднее заняла 4 место в восьмёрке, уступив в борьбе за медаль команде Канады.
Завершила спортивную карьеру в 57 лет на чемпионате мира 2006 года в Великобритании. После этого вернулась в Липецк, где работает на водной станции.